# Escala Brasil Transparente
A Escala Brasil Transparente (EBT) é uma metodologia para medir a transparência pública em estados e municípios brasileiros. A EBT foi desenvolvida para fornecer os subsídios necessários à Controladoria-Geral da União (CGU) para o exercício das competências que lhe atribuem os artigos 59 da Lei Complementar nº 101/2000 e 41 (I) da Lei de Acesso à Informação (LAI), e os artigos 68 (II) do Decreto nº 7.724/2012 e 18 (III), do Decreto nº 8.910/2016.
Em maio de 2015, um levantamento feito pela CGU apontou que 63 por cento das cidades e dois estados tiraram nota zero em transparência pública, resultado esse de um índice lançado pelo órgão, para lembrar os três anos de vigência da LAI. O índice utilizado foi o EBT.